# Шиякович, Василие
Васи́лие Шия́кович (серб. Василије Шијаковић, сербохорв. Vasilije Šijaković; 2 августа 1929 или 31 июля 1929, Никшич — 10 ноября 2003, Белград) — югославский футболист, игравший на позиции защитника, в частности, за клуб ОФК (Белград). Участник чемпионатов мира 1958 и 1962 годов в составе национальной сборной Югославии.

## Клубная карьера
Шиякович начал играть в футбол за клуб «Белград» в 1946 году в третьем югославском дивизионе. В 1950 году дебютировал во взрослом футболе за команду «Партизан», в которой провёл два сезона, находясь на службе в армии. Впоследствии с 1952 по 1954 год играл в составе команды «Црвена звезда». В течение этих лет завоевал титул чемпиона Югославии, однако играл за клуб нерегулярно.
В 1954 году перешёл в клуб ОФК (Белград), в котором он достиг игровой зрелости. В этом клубе Шиякович провёл следующие восемь сезонов своей игровой карьеры и выиграл в его составе национальный кубок в 1955 и 1962 годах.
После чемпионата мира 1962 года перешёл во французскую команду «Гренобль», в которой и завершил карьеру в 1964 году. После этого Шиякович вернулся в Югославию, где получил тренерскую лицензию в 1965 году и работал в основном в низших лигах, однако ушёл на пенсию в 1979 году из-за болезни.

## Карьера в сборной
17 ноября 1957 года дебютировал в официальных матчах в составе национальной сборной Югославии в матче против Румынии. В составе сборной был участником чемпионата мира 1958 года в Швеции, где сыграл с Шотландией (1:1) и в четвертьфинале с ФРГ (0:1). Также принимал участие на чемпионате мира 1962 года в Чили, где сыграл в полуфинале с Чехословакией (1:3), а его сборная заняла на турнире 4 место. В течение карьеры в национальной команде провёл в её форме 11 матчей.

## Достижения
«Црвена Звезда»
- Чемпион Югославии: 1952/1953
- Обладатель Кубка Югославии: 1952

ОФК (Белград)
- Обладатель Кубка Югославии (2): 1955, 1962